# لورانس كوغلين
لورانس كوغلين هو محامي وسياسي أمريكي، ولد في 11 أبريل 1929 في ويلكس بار في الولايات المتحدة، وتوفي في 30 نوفمبر 2001 في Mathews, Virginia ‏ في الولايات المتحدة. نشط حزبياً في الحزب الجمهوري.

## مناصب
- في انتخابات مجلس النواب الأمريكي 1990 [الإنجليزية]‏، انتخب عضو مجلس النواب الأمريكي [الإنجليزية]‏ عن دائرة Pennsylvania's 13th congressional district [الإنجليزية]‏ وقد انضم خلال فترته النيابية [الإنجليزية]‏ (3 يناير 1991 – 3 يناير 1993) للكتلة البرلمانية الحزب الجمهوري.
- انتخب عضو مجلس ولاية بنسيلفانيا  [لغات أخرى]‏.
- انتخب عضو مجلس نواب بنسيلفانيا  [لغات أخرى]‏.
- انتخب عضو مجلس النواب الأمريكي [الإنجليزية]‏.